# Casa Creel
La casa Creel es un edificio ubicado en el Centro Histórico de la ciudad de Chihuahua, México, de estilo neobarroco, de importancia histórico ya que en él se hospedó el entonces presidente Porfirio Díaz durante su visita a la ciudad de Chihuahua en 1909.

## Historia
Localizado en el primer cuadro de Chihuahua, junto a la plaza de Armas y la catedral de Chihuahua, el solar donde se encuentra la actual casa Creel ha estado ocupado por diversos edificios, siendo el inmediato anterior a la actual construcción, y que permaneció durante gran parte del siglo XIX, la casa denominada popularmente como de los "Arcos" o "Portales Betancourt", donde se habían establecido varios comercios y también funcionaba como casas habitación en su segunda planta, siendo ahí donde el 6 de octubre de 1887 nació el reconocido escritor Martín Luis Guzmán.

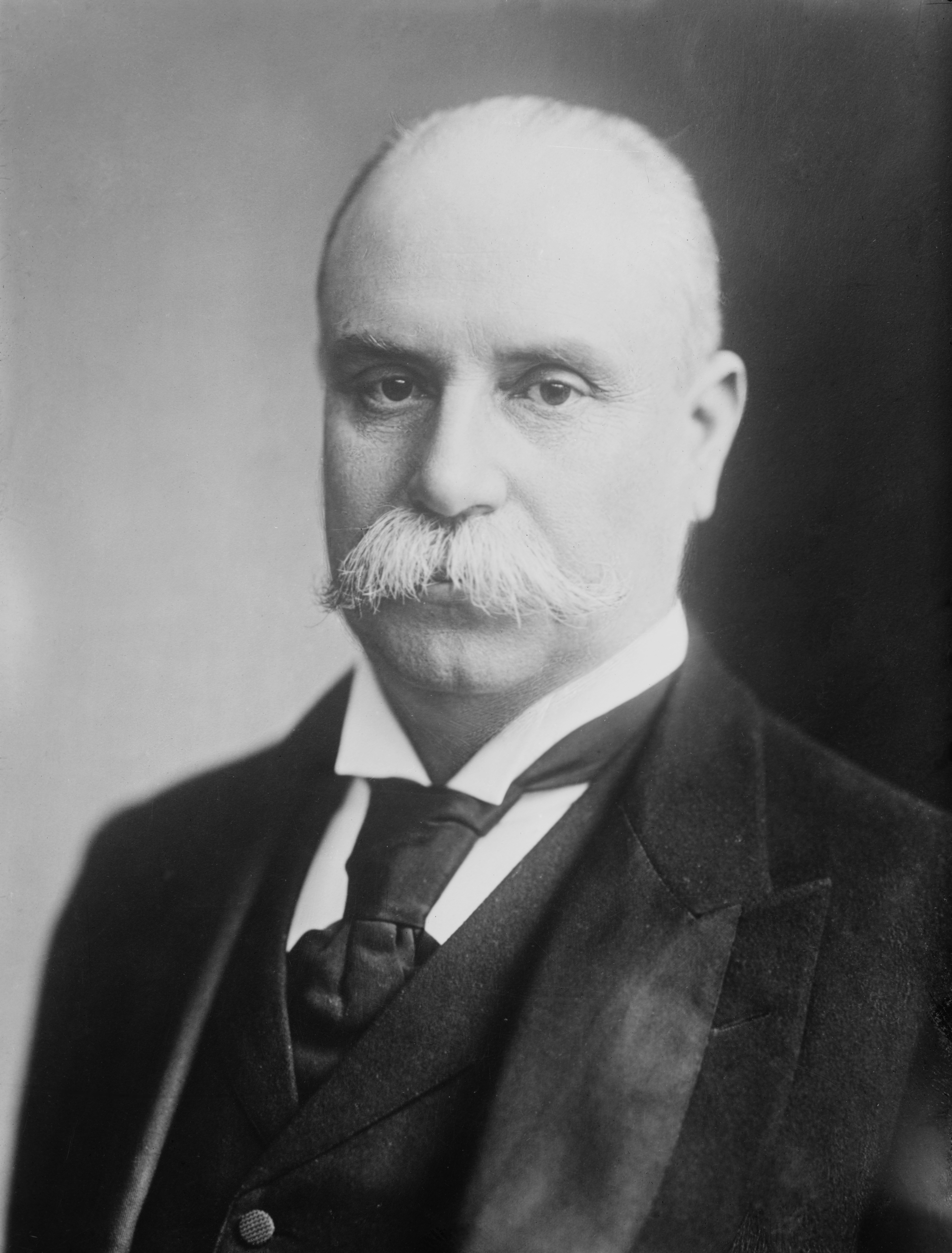
Enrique C. Creel

Hacia 1893 el general Luis Terrazas adquirió los terrenos de los arcos Betancourt, edificio que demolió, e inició la construcción de la actual Casa Creel con la intención de ser la sede del Banco Minero Chihuahuense, principal institución bancaria chihuahuense de la que era socio junto con su yerno Enrique C. Creel —quien fungía como director del mismo y posteriormente llegaría a ser Gobernador de Chihuahua, Embajador de México en Estados Unidos y Secretario de Relaciones Exteriores— y el hermano de éste, Juan Creel, entre otros destacados miembros de la élite económico-política de Chihuahua. El edificio fue construido siguiente un estilo neobarroco y las oficinas y principal sucursal del banco fueron establecidas en su planta baja, mientras que en la planta alta Enrique C. Creel instaló su casa particular, datando de este hecho el nombre con el cual pasaría a la historia el edificio.
En el mes de marzo de 1908 tuvo lugar en el Banco Minero un cuantioso robo cuya investigación derivó en un sonoro escándalo público; en ese momento Enrique C. Creel ocupaba la gubernatura de Chihuahua después de haberse desempeñado como embajador en Washington y en consecuencia la dirección del banco la desempeñaba su hermano Juan Creel; las autoridades, bajo las órdenes del gobernador Creel iniciaron las investigaciones e inculparon del robo a tres empleados menores del banco, sin embargo la opinión pública —e investigaciones posteriores— señalaban que lo que había ocurrió era un autorrobo, fraguado por Juan Creel y Joaquín Cortázar hijo con la complicidad del gobernador, los procesos de investigación de las autoridades se caracterizaron por estar viciados y llegar incluso a la tortura de los sospechosos para que aceptaran su responsabilidad; la opinión pública chihuahuense nunca quedó satisfecha con la presunta solución del caso y fue uno de los últimos factores de descontento contra el denominado clan Terrazas-Creel que copaba la política y la economía del estado y que en mucho contriburía al estallido de la Revolución mexicana apenas dos años después. Tras el triunfo de la revolución y la caída del régimen porfirista las nuevas autoridades reabrieron las investigaciones que sin embargo nunca fueron concluyentes pues las influencias de Creel llegaron hasta el nuevo gobierno, interviniendo el presidente Francisco I. Madero en su favor.

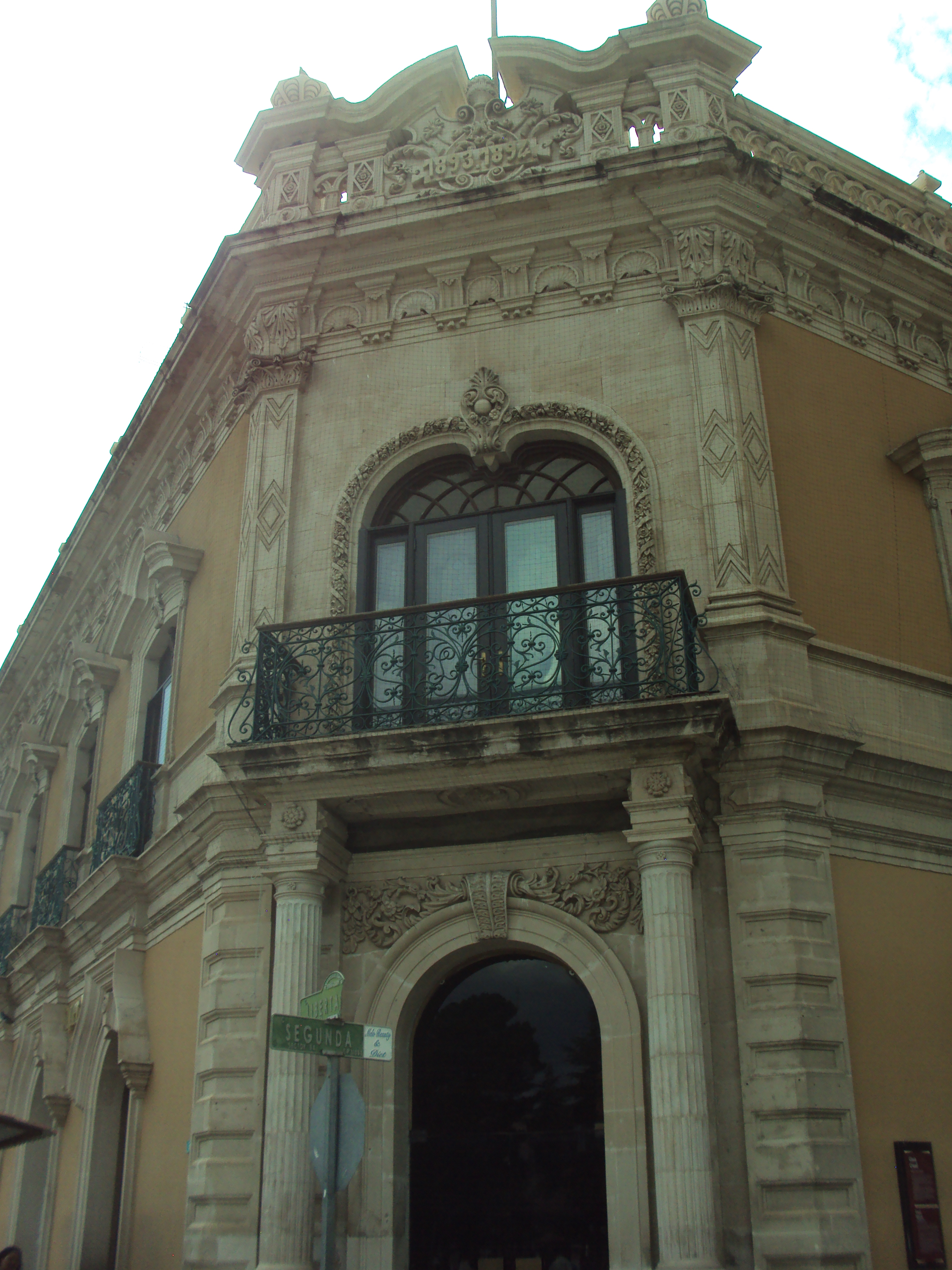
Fachada y balcón

El principal hecho histórico que tuvo lugar en la Casa Creel ocurrió el 13 de octubre de 1909 cuando arribó en visita oficial a la ciudad de Chihuahua el presidente Porfirio Díaz; Díaz se trasladaba desde la capital del país hacia Ciudad Juárez y El Paso, Texas, donde el 16 de octubre se entrevistaría con el presidente de Estados Unidos, William Howard Taft; tras arribar a la estación de ferrocarril realizó un recorrido por la ciudad hasta llegar a la casa del gobernador Creel, donde se hospedó los siguientes dos días y desde cuyo balcón presidió desfiles y homenajes.
El Banco Minero y la residencia de Enrique Creel permanecieron en el edificio hasta noviembre de 1913 cuando las fuerzas federales del gobierno de Victoriano Huerta fueron derrotadas por los revolucionarios y evacuaron la ciudad junto con las principales familias de sociedad, encabezadas por los Terrazas y los Creel, que trasladaron su residencia y negocios a El Paso, Texas. El gobierno revolucionario de Francisco Villa confiscó todas sus propiedades por utilidad pública, que sin embargo les serían devueltas por los gobiernos de Venustiano Carranza y Álvaro Obregón; parte de la familia Creel retornó a Chihuahua, aunque Enrique Creel se estableció en la Ciudad de México donde moriría en 1931.
El edificio pasó luego a sus descendientes quienes lo alquilaron y durante gran parte del siglo XX fue ocupado por una casa comercial denominada "Acosta", durante esta época sufrió deterioros que llevó a su restauración en 1980 al establecerse en el edificio nuevamente un banco, en este caso el Banco Crédito Mexicano, que desapareció al ser nacionalizada la banca mexicana el 1 de septiembre de 1982 por el presidente José López Portillo, siendo ocupada desde entonces por las oficinas generales de Grupo Intermex, empresa propiedad de Jaime Creel Sisniega.